# オリンピック宣誓
オリンピック宣誓（オリンピックせんせい）は、近代オリンピック大会において、すべての関係者が誓う宣誓である。
2018年平昌オリンピックからは選手・審判・コーチが一つの宣誓として統一された。
オリンピック大会の開会式で行われる。宣誓者は、開催国の参加選手・審判・コーチから選ばれ、五輪旗の一端を握りながら宣誓するのが慣例となっている。
2020年（2021年に延期されて開催）の東京大会から、宣誓者（特に選手）は男女平等の観点から男女で選ばれる形となった。

## 宣誓文

### 統一後
2020年
始めに選手・審判・コーチが
私たちは全ての選手の名において（選手宣誓者）、私たちは全ての審判員の名において（審判宣誓者）、私たちは全てのコーチおよび役員の名において（コーチ宣誓者）。
と宣誓した後、選手代表が五輪旗の一端を握りながら宣誓文を読み上げる。
調和と平等、フェアプレーの精神に則り、競技規則を尊重し、これを守り、ともに連帯して、スポーツがドーピング、不正行為や、あらゆる差別のないものとなることを目指します。私たちはチームの名誉のために、オリンピズムの基本原則に則り、スポーツを通じて世界をより良い場所にするために、このオリンピック（冬季）競技大会に参加することを誓います。
2018年
始めに選手・審判・コーチが
選手代表（選手宣誓者）。審判代表（審判宣誓者）。コーチ代表（コーチ宣誓者）。
と宣誓した後、選手代表が五輪旗の一端を握りながら宣誓文を読み上げる。
私たちは、すべての名において、オリンピック憲章（the fundamental principles of Olympism）に則り、公平なルールを尊重し、スポーツマンシップとフェアプレーの精神を増進させることで、スポーツの栄光と、チームの名誉のため、決してドーピングをしないよう、オリンピック（冬季）競技大会に参加することを誓います。

### 統一前
選手宣誓
私たちは、すべての選手の名において、オリンピック憲章に則り、スポーツの栄光と、チームの名誉のために、決してドーピングをしないよう、オリンピック（冬季）競技大会に参加することを誓います。
審判宣誓
私たちは、すべての審判・役員の名において、オリンピック憲章に則り、公平なルールを尊重し、オリンピック（冬季）競技大会に審判することを誓います。
コーチ宣誓
私たちは、すべてのコーチ・選手の随行者の名において、オリンピック憲章に則り、スポーツマンシップとフェアプレーの精神を増進させることで、オリンピック（冬季）競技大会に参加することを誓います。

## 歴史
選手宣誓は1920年のアントワープ大会から実施された。審判宣誓は1972年の札幌大会から実施されている。そして2012年のロンドン大会からコーチ宣誓が加わった。なお、2000年のシドニー大会から「ドーピング」、2020年の東京大会から「調和と平等」、「連帯」、「あらゆる差別のないもの」の文言が初めてが使われた。

## 歴代宣誓者
| 大会名                                                | 選手                             | 審判                       | コーチ             |
| ----------------------------------------------------- | -------------------------------- | -------------------------- | ------------------ |
| アントワープオリンピック (1920年)                     | ビクトル・ボワン                 | -                          | -                  |
| シャモニーオリンピック (1924年)                       | カミーユ・マンドリヨン           | -                          | -                  |
| パリオリンピック (1924年)                             | ジョルジュ・アンドレ             | -                          | -                  |
| サンモリッツオリンピック (1928年)                     | ハンス・アイデンベンツ           | -                          | -                  |
| アムステルダムオリンピック (1928年)                   | ハリー・デニス                   | -                          | -                  |
| レークプラシッドオリンピック (1932年)                 | ジャック・シェイ                 | -                          | -                  |
| ロサンゼルスオリンピック (1932年)                     | ジョージ・カルナン               | -                          | -                  |
| ガルミッシュ＝パルテンキルヒェンオリンピック (1936年) | ウィルヘルム・ボグナー           | -                          | -                  |
| ベルリンオリンピック (1936年)                         | ルドルフ・イスマイヤー           | -                          | -                  |
| サンモリッツオリンピック (1948年)                     | リカルト・トリアーニ             | -                          | -                  |
| ロンドンオリンピック (1948年)                         | ドナルド・フィンレー             | -                          | -                  |
| オスロオリンピック (1952年)                           | トールビョルン・ファルカンゲル   | -                          | -                  |
| ヘルシンキオリンピック (1952年)                       | ヘイキ・サボライネン             | -                          | -                  |
| コルティナダンペッツォオリンピック (1956年)           | ジュリアナ・ケナル・ミヌッツォ   | -                          | -                  |
| メルボルンオリンピック (1956年)                       | ジョン・ランディ Henri Saint Cyr | -                          | -                  |
| スコーバレーオリンピック (1960年)                     | キャロル・ヘイス・ジェンキンス   | -                          | -                  |
| ローマオリンピック (1960年)                           | アドルフォ・コンソリーニ         | -                          | -                  |
| インスブルックオリンピック (1964年)                   | パウル・アステ                   | -                          | -                  |
| 東京オリンピック (1964年)                             | 小野喬                           | -                          | -                  |
| グルノーブルオリンピック (1968年)                     | レオ・ラクロア                   | -                          | -                  |
| メキシコシティーオリンピック (1968年)                 | パブロ・ガリド                   | -                          | -                  |
| 札幌オリンピック (1972年)                             | 鈴木惠一                         | 荒木ふみお                 | -                  |
| ミュンヘンオリンピック (1972年)                       | ハイジ・シューラー               | ヘインズ・ポラー           | -                  |
| インスブルックオリンピック (1976年)                   | ウェルナー・デル・カルト         | ヴィリー・ケスティンガー   | -                  |
| モントリオールオリンピック (1976年)                   | ピエール・サン・ジュアン         | モーリス・フォジェ         | -                  |
| レークプラシッドオリンピック (1980年)                 | エリック・ハイデン               | テリー・マクダーモット     | -                  |
| モスクワオリンピック (1980年)                         | ニコライ・アンドリアノフ         | アレクサンドル・メドベド   | -                  |
| サラエボオリンピック (1984年)                         | ボヤン・クリザイ                 | ドラガン・ペロヴィッチ     | -                  |
| ロサンゼルスオリンピック (1984年)                     | エドウィン・モーゼス             | シャーロン・ウェーバー     | -                  |
| カルガリーオリンピック (1988年)                       | ピエール・ハーベイ               | Suzanna Morrow-Francis     | -                  |
| ソウルオリンピック (1988年)                           | 許載                             | 李学来                     | -                  |
| アルベールビルオリンピック (1992年)                   | スルヤ・ボナリー                 | ピエール･ボルナ            | -                  |
| バルセロナオリンピック (1992年)                       | ルイ・ドレステ                   | オーゲニ・アセンシオ       | -                  |
| リレハンメルオリンピック (1994年)                     | ベーガル・ウルバン               | Kari Karing                | -                  |
| アトランタオリンピック (1996年)                       | テレサ・エドワーズ               | ホビー・ビングスレー       | -                  |
| 長野オリンピック (1998年)                             | 荻原健司                         | 平松純子                   | -                  |
| シドニーオリンピック (2000年)                         | レシェル・ホークス               | ピーター･カー              | -                  |
| ソルトレイクシティオリンピック (2002年)               | ジム・シェイ                     | Allen Church               |                    |
| アテネオリンピック (2004年)                           | ゾイ・ディモスカキ               | ラザロス・ヴォレディス     |                    |
| トリノオリンピック (2006年)                           | ジョルジョ・ロッカ               | ファビオ・ビアンケッティ   | -                  |
| 北京オリンピック (2008年)                             | 張怡寧                           | 黄力平                     | -                  |
| バンクーバーオリンピック (2010年)                     | ヘイリー・ウィッケンハイザー     | Michel Verrault            |                    |
| ロンドンオリンピック (2012年)                         | サラ・スティーヴンソン           | Mik Basi                   | Eric Farrell       |
| ソチオリンピック (2014年)                             | ルスラン・ザハロフ               | ヴァチェスラフ・ボデーニン | Anastassia Popkova |
| リオデジャネイロオリンピック (2016年)                 | ロベルト・シェイド               | マルティーニ・ノブレ       | Adriana Santos     |
| 平昌オリンピック (2018年)                             | 牟太釩                           | 金禹植                     | 朴基浩             |
| 東京オリンピック (2020年)                             | 山縣亮太                         | 加藤将門                   | 井上康生           |
| 東京オリンピック (2020年)                             | 石川佳純                         | 津崎明日美                 | 宇津木麗華         |
| 北京オリンピック (2022年)                             | 王強                             | 陶永純                     | 季曉鷗             |
| 北京オリンピック (2022年)                             | 劉佳宇                           | 陶永純                     | 季曉鷗             |